# Ludwig Bernhardt
Ludwig Bernhardt (um 1865 – nach 1902) war ein Opernsänger (Tenor).

## Leben
Bernhardt begann seine Bühnenkarriere Ende der 1880er Jahre, wirkte 1890 und 1891 in Elberfeld, kam hierauf nach Wiesbaden, war 1893 und 1894 in Sondershausen engagiert, und trat sodann in den Verband des Hoftheaters in Coburg-Gotha. Er vertrat das Fach des Heldentenors und brachte ihm seine kräftige, gute Schulung verratende Stimme, wie ein entsprechendes, der Situation angepasstes Spiel, manch schönen Erfolg. „Tannhäuser“, „Tristan“, „Stolzing“, „Vasco“, „Florestan“ etc. waren wiederholt anerkannte und gewürdigte Leistungen.
Sein Lebensweg nach 1902 ist unbekannt.